# ボリバー (葉巻)
ボリバー（Bolívar）は、キューバの国営タバコ会社であるハバノス SAにより、キューバ島で生産されたプレミアム・シガーの2つのブランドの名前であり、もう1つはジェネラル・シガー・カンパニーのためにドミニカ共和国とニカラグアのタバコからドミニカ共和国で生産されたものである。現在はスカンジナビアン・タバコ・グループの子会社。どちらも南米の革命家、シモン・ボリバルにちなんで名付けられた。
キューバ産のボリバー葉巻は非常にフルボディで、かなりの量のリジェロがブレンドされており、伝統的に最も強力でフルボディのハバナ葉巻の1つである。

## 歴史
このブランドは、1901年または1902年頃にJosé F. Rochaによって (おそらく英国で) 設立されたが、ブランドは1921年までハバナ(キューバ) で登録されず、Rochaの会社である JF Rocha y Cia の所有下に存在した。
この間、ボリバーブランドはデルガドと呼ばれる世界最小の葉巻を生産した。わずか1の測定7⁄8 20インチのリングゲージを持つデルガドは、ウィンザー城の王室の保育園のドールハウスに、葉巻のミニチュアボックスが飾られていることを栄誉と考えた。
Rocha の死後、1954 年に会社とブランド名の権利はCifuentes y Ciaによって購入され、生産はハバナの有名なパルタガス工場 (現在はFrancisco Pérez Germán工場として知られている) に移され、現在もそのサイズの多くが生産されている。
キューバのボリバーは、葉巻愛好家の間で、ロイヤル・コロナ、コロナス・ジュニア、プチ・コロナス、ベリコソス・フィノスがそのブランドの有名なヴィトラで、最も強力でフルボディの葉巻の1つとして評価されている。2002年、 アルタディスがキューバ政府所有の葉巻販売業者である Habanos S.A.の支配株を購入したとき、葉巻生産に多くの変更が加えられた。これらの変更の1つは、キューバの葉巻のさまざまなブランドをすべて手作りまたはすべて機械製のラインに徐々に変えるという決定であった。歴史的に様々な手作り、機械製、または機械仕上げの葉巻を生産してきたボリバーは、生産からいくつかのビトラをカットし、残りはシガリロサイズのチコスだけであった。このサイズも最終的に生産が終了するかどうかはまだ分からない。
2004年、ドイツのケルンにあるWoltersは、Habanos SAが自社のショップ専用に製造した数千箱のボリバルゴールド・メダルを持っていた。葉巻は、セルバンテス(ロンズデール) 形式の廃止された古いサイズで、半分が金箔で包まれ、中央に特別なボリバー・バンドがあり、10本入りの箱に入っていた。このリリースに続いて、ゴールド メダルは2007年にLCDHシガーとして復活したが、2011 年に廃止された。

## 葉巻の種類
ボリバーブランドは、エディシオン・リミタダ（ハバノスSAの限定品）にも何度か選ばれている。
ボリバーブランド内のヴィトラ・デ・サリダ(商用ビトラ) の次のリストは、インペリアル (およびメトリック) でのサイズとリング・ゲージ、ヴィトラ・デ・ガレラ(工場ビトラ)、およびアメリカの葉巻スラングでの一般名を示しています。
ハンドメイド・ヴィトラ
- ベリコソス・フィノス - 51⁄2 52 (140 × 20.64 mm)、カンパーナ、ピラミッド
- ボリバーチューボ バレト No. 1 - 55⁄8インチ × 42 (143 × 16.67 mm)、コロナ、コロナ
- ボリバー・チューボ No. 2 - 51⁄8 42 (130 × 16.67 mm)、マレバ、プチコロナ
- ボリバー・チューボ No. 3 - 47⁄8インチ × 34 (124 × 13.49 mm)、プラセラ、スモールパネテラ
- コロナギガンテ - 7インチ×47 (178×18.65)。 mm)、ジュリエッタ No. 2、チャーチル
- コロナジュニア - 43⁄8インチ × 42 (111 × 16.67 mm)、ミヌート、プチコロナ
- プチコロナ - 51⁄8 42 (130 × 16.67 mm)、マレバ、プチコロナ
- ロイヤルコロナ - 47⁄8インチ × 50 (124 × 19.84 mm)、ロブスト、ロブスト

エディシオン・リミタダ
- プチ・ベリコソ (2009) - 47⁄8インチ × 52 (125 × 20.64 mm)、プチ ベリコソ、プチ ピラミッド

エディシオン・レジオナル（地域限定品）
- Colosal (Germany 2006) - 61⁄8" × 50 (156 × 19.84 mm), Doble, a robusto extra
- Libertador (France 2006, 2007) - 61⁄2" × 54 (165 × 21.43 mm), Sublime, a double robusto
- Simon (Canada 2007, 2009) - 5" × 48 (127 × 19.05 mm), Hermoso No. 4, a corona extra
- Double Corona (Middle East 2007) - 75⁄8" × 49 (194 × 19.45 mm), Prominente, a double corona
- Short Bolívar (Asia Pacific 2008) - 43⁄8" × 52 (110 × 20.64 mm) Petit Edmundo, a petit robusto
- Armonia (China 2008) - 71⁄4" × 57 (184 × 22.62 mm) Salomónes I, a double perfecto
- Petit Libertador (France 2008) - 4" × 50 (102 × 19.84 mm) Petit Robusto, a petit robusto
- Legendario (Switzerland 2008) - 61⁄8" × 50 (156 × 19.84 mm), Doble, a robusto extra
- Fabulosos (Benelux 2009) - 53⁄8" × 52 (135 × 20.64 mm) Edmundo, a robusto extra
- 5at Avenida (Germany 2009) - 71⁄4" × 50 (184 × 19.84 mm) 109, a double corona
- Especiales No. 2 (Germany 2009) - 71⁄2" × 38 (192 × 15.08 mm) Delicado, a long panetela
- Greco (Grecia y Chipre 2009) - 5.6" × 50 (141 × 50 mm) Gorditos, robusto extra
- B-2 (Canada 2010)  - 6.1" × 52 (156 × 52 mm) Pirámides, a pyramid
- Emiratos (Emiratos Arabes Unidos(UAE) 2010) 6.5" × 54 (164 × 54 mm) Sublimes, a double robusto
- 108 (Spain 2010) - 5.6" × 46 (143 × 46 mm) Coronas Gordas, a corona gorda
- 681 (Bulgaria 2011) - 6.0" × 53 (153 × 53 mm) Sobresalientes, a robusto extra
- Distinguidos (China 2011) - 6.4" × 52 (162 × 52 mm) Romeo, a perfecto
- Británicas (Great Britain 2011)  - 5.4" × 48 (138 × 48 mm) Británicas Extra, a perfecto
- Oryx (Qatar 2011)  - 5.3" × 52 (135 × 52 mm) Edmundo, a robusto
- Emperador (Russia 2011) - 6.2" × 48 (157 × 48 mm) Hermosos No.2, a grand corona
- Redentores (Brazil 2013) - 4.5" x 52 (115 x 52) Magicos, a petit robusto
- Presidente (Switzerland 2013) - 5.9" x 54 (150 x 54) Geniales, a robusto extra
- Bosphorus (Turkey 2014) - 41⁄3" × 52 (110 x 52) Petit Edmundo, a petit robusto

エディシオン リミテッド リリース
- プチ・ベリコソス(2009) - 4.9" × 52 (125 × 52) mm)、プチ ベリコソス、プチ ピラミッド

ラ カーサ デル ハバノ リリース
- 金メダル - 6.5インチ × 42 (165 × 16.67) mm) ロンズデールのセルバンテス
- Libertadores - 6.5" x 54 (164 x 54) Sublimes、ダブル ロブスト

ハバノスコレクションシリーズ
- グラン・ベリコソ (2010) - 7.1インチ × 54 (180 × 54) mm) 二重ピラミッドのロドルフォ
- グラン・ベリコソ (2011) - 7.1インチ × 54 (180 × 54) mm) 二重ピラミッドのロドルフォ (既存のすべてのコレクション シリーズをフィーチャーした、Colección Habanos 2011 の一部としてリリース)

最近製造中止になったビトラ
- ボニータス(2009) - 5.0" × 40 (126 × 40) mm)、ロンドル、プチコロナ
- インメンサス (2009) - 63/4" × 34 (170 × 17.09) mm)、ダリア、ロンズデール
- コロナエクストラ（2012年） - 55⁄8インチ × 44 (143 × 17.46 mm)、フランシスコ、コロナ